# Közvágóhíd (közterület)
A Közvágóhíd (2008 és 2012 között Vágóhíd) egy forgalmas közlekedési csomópont Budapest IX. kerületében, mely a Soroksári út Kvassay Jenő út és Vágóhíd utca közötti szakaszát jelenti. Nevét a Vágóhíd utca felőli területen található, 2019-ben lebontott  Budapesti Marhaközvágóhídról kapta. A kereszteződést a Rákóczi (korábban Lágymányosi) híd szeli ketté. A terület déli részén autóbusz-, villamos- és HÉV-állomás is található.

## Története
Az 1887-ben megindult Ráckevei HÉV végállomása 1973-ban költözött át a Vágóhíd kocsiszín elől (amelynek helyén 2012 óta nyaranta a 12 ezer fő kapacitású Budapest Park szórakozóhely üzemel) a Soroksári út Duna felőli oldalára, a kelebiai vasútvonal felüljárója alá. A Boráros tér és a Közvágóhíd közötti szakasszal kezdődött el a Soroksári út kiszélesítése, (először) irányonként két forgalmi sávosra, amely 1966-1968 között tartott. 1973-ban a Kvassay Jenő út torkolatának déli oldalán a HÉV, az északi oldalán a Boráros tértől a 24-es villamos pályáján idáig meghosszabbított 2-es villamosjárat kapott közös végállomást. 2006-ig a volt kocsiszín helyén a Kvassay Jenő út Gubacsi útig történő meghosszabbításáig (a korabeli sajtóban "Kvassay áttörés" néven emlegetett fejlesztés a Könyves Kálmán körút felé) a két végállomást egy korábban felhagyott rövid összekötővágány mellett egy szűkre méretezett gyalogos-aluljáró kötötte össze. A kereszteződés átalakításakor a forgalmas aluljárót felszíni gyalogátkelőhellyel váltották ki. (A HÉV végállomás jelenlegi helyét eredetileg ideiglenes megoldásnak tervezték három vágány kapacitással, amelyet 2000-ben szűkítettek le kettőre.)
A Körvasút Ferencváros vasútállomás és a Kelenföldi vasútállomás közötti szakasza mellett, a vasúti töltés és a Vágóhíd kocsiszín közötti szűk helyen a 23-as villamos megszakításokkal 1928-1993 között, a 31-es villamos megszakításokkal 1924-1995 között végállomásozott.
A körvasút töltésének északi oldalán a Könyves Kálmán körút Lágymányosi hídra felvezető felüljárója 1992-1995 között épült meg. Az időközben Rákóczi hídra átnevezett dunai átkelő, amely a Hungária körgyűrű déli szektorának részeként létesült, azóta alaposan átformálta a csomópont közlekedését és környezetét. Az 1-es villamos déli végállomása 2000 decemberében érkezett meg a híd pesti hídfőjéhez. A Duna partján Csepelre tartó H7-es HÉV vonalon ekkor nyílt a ma Müpa – Nemzeti Színház nevet viselő megállóhely. A HÉV megálló mellett, az 1883-1992 között üzemelt Dunapart teherpályaudvar helyén a Nemzeti Színházat 2002-ben, a Müvészetek Palotáját pedig 2005-ben adták át.

## Közlekedés
A csomóponton keresztülhalad az 54-es, az 55-ös, a 223E, a 224-es és a 224E és a 255E autóbusz. Fölötte, a Rákóczi hídon található az 1-es villamos megállója, mely 2015-ig a villamosvonal végállomása volt, azonban annak meghosszabbításával átkerült az újbudai Etele útra, majd Kelenföld vasútállomáshoz. Az Obi áruház előtt van a 2-es és a 24-es villamos végállomása, egy tárolóvágánnyal és egy szolgálati épülettel, továbbá az 1970-ig a Nagyvásártelepre kijáró 22-es villamos utódaként 1975-ben megindult 179-es busz végállomása. A kereszteződés délnyugati részén található a H6-os HÉV végállomása és a felette áthaladó Budapest–Hegyeshalom–Rajka-vasútvonal (Ferencváros-Kelenföld állomásköz). Kicsit távolabb, a Duna-parton közlekedik a H7-es HÉV.
A 2012 óta üzemelő Budapest Park helyén állt a Vágóhíd kocsiszín 1887 és 2000 között, ahol a BKV Ganz UV villamosainak, illetve dízelüzemű HÉV-vonatainak javításait végezték. A telephely környezetében épült ki a Máriássy-hurokvonal, ezeket a Rákóczi híd építésekor és az ezzel kapcsolatos területrendezésekkel elbontották. Az akkori hurokvágányt több villamosvonal is használta, köztük az egykori 31-es villamos is, ennek később fejvégállomást építettek a kocsiszínnél.